# Lei de Lambert-Beer
A lei de Beer-Lambert, também conhecida como lei de Beer ou lei de Beer-Lambert-Bouguer é uma relação empírica que, na Óptica, relaciona a absorção de luz com as propriedades do material atravessado por esta.

## Equações
Isto se pode expressar de distintas maneiras:
{\displaystyle {\begin{matrix}A=\alpha lc\end{matrix}}}
{\displaystyle {I_{1} \over I_{0}}=10^{-\alpha lc}}
{\displaystyle A=-\log {\frac {I_{1}}{I_{0}}}}
{\displaystyle \alpha ={\frac {4\pi k}{\lambda }}}
Onde:
- A é a absorbância (ou absorvância)
- I0 é a intensidade da luz incidente
- I1 é a intensidade da luz uma vez tendo atravessado o meio
- l é a distância que a luz atravessa pelo corpo
- c é a concentração de substância absorvente no meio
- α é a absorbtividade molar da substância
- λ é o comprimento de onda do feixe de luz
- k é o coeficiente de extinção

Em resumo, a lei explica que há uma relação exponencial entre a transmissão de luz através de uma substância e a concentração da substância, assim como também entre a transmissão e a longitude do corpo que a luz atravessa. Se conhecemos l e α, a concentração da substância pode ser deduzida a partir da quantidade de luz transmitida. 
As unidades de c e α dependem do modo em que se expressa a concentração da substância absorvente. Se a substância é líquida, se deve expressar como uma fração molar. As unidades de α são o inverso do comprimento (por exemplo cm−1). No caso dos gases, c pode ser expressada como densidade (a longitude ao cubo, por exemplo cm−3), em cujo caso α é uma seção representativa da absorção e tem as unidades em comprimento ao quadrado (cm2, por exemplo). Se a concentração de c está expressa em moles por volume, α é a absorvância molar normalmente dada em mol cm−2. No entanto, também pode-se tratar de uma suspensão e aí a unidade de concentração é expressa em FTU.
O valor do coeficiente de absorção α varia segundo os materiais absorventes e com o comprimento de onda para cada material em particular. Deve ser determinado experimentalmente.
A lei tende a não ser válida para concentrações muito elevadas, especialmente se o material dispersa muito a luz.
A relação da lei entre concentração e absorção de luz é a base do uso de espectroscopia para determinar a concentração de substâncias em química analítica.

## Lei de Beer-Lambert na atmosfera
Esta lei também se aplica para descrever a atenuação da radiação solar ao passar através da atmosfera. Neste caso há dispersão da radiação além da absorção. A lei de Beer-Lambert para a atmosfera é expressa por:
{\displaystyle I_{n}=I_{0}\,\exp(-(k_{a}+k_{g}+k_{NO_{2}}+k_{w}+k_{O_{3}}+k_{r})m)} ,
onde cada {\displaystyle k_{x}} é um coeficiente de extinção cujo sub-índice identifica a fonte de absorção ou dispersão:
- {\displaystyle a} faz referência a aerossóis densos (que absorvem e dispersam)
- {\displaystyle g} são gases uniformemente misturados (principalmente dióxido de carbono ({\displaystyle CO_{2}}) e oxigênio molecular ({\displaystyle O_{2}}) que só absorvem)
- {\displaystyle NO_{2}} é dióxido de nitrogênio, devido principalmente à contaminação (só absorve)
- {\displaystyle w} é a absorção produzida pelo vapor de água
- {\displaystyle O_{3}} é ozônio (só absorção)
- {\displaystyle r} é a dispersão de Rayleigh para o oxigênio molecular ({\displaystyle O_{2}}) e nitrogênio ({\displaystyle N_{2}}) (responsável pela cor azul do céu).

## História
A lei de Beer foi descoberta independentemente (e de diferentes maneiras) por Pierre Bouguer em 1729, Johann Heinrich Lambert em 1760 e August Beer em 1852.